# Либерални феминизам
Либерални феминизам (енгл. Liberal feminism) индивидуалистичка је форма феминистичке теорије, која у фокус ставља способност жена да испоље и очувају сопствену равноправност властитим напорима. Либералне феминисткиње сматрају да у друштву влада погрешно мишљење према коме су жене по својој природи мање интелектуално и физички способне од мушкараца, те да због тога долази до дискриминације жена у различитим сферама друштвеног живота. Либералне феминисткиње сматрају да је „женска подређеност укорењена скупом обичајних и правних ограничења која спречавају улазак жена у такозвани јавни свет, као и успех у њему.“ Акценат њиховог рада је на постизању равноправности између мушкараца и жена кроз политичке и законске реформе.
У Сједињеним Америчким Државама ова струја феминизма није била активна четири деценије, након што су жене добиле право гласа 19. амандманом Устава 1920. године. Током шездесетих, када је био активан покрет за грађанска права, либералне феминисткиње су повукле паралелу између расне и родне дискриминације. У то време настале су групе „Национална организација за жене“, „Национални женски партијски састанак“, „Женска лига за равноправност“, које су имале за циљ унапређење борбе за женска права. Ове групе су се бориле за усвајање амандмана о једнаким правима, у нади да ће се њиме осигурати равноправан третман жена путем демократских закона, којима би се такође значајно утицало на остале сфере у животима жена, међу којима су репродукција, запослење и питање једнаких плата. Либералне феминисткиње такође се баве питањима репродуктивних права, права на абортус, гласања, образовања, праведне накнаде за рад, доступности бриге о деци, здравственог осигурања и скретањем пажње јавности на проблем сексуалног и породичног насиља над женама.